# واجب‌الوجود
واجب‌الوجود یا به اختصار واجب در فلسفه و کلام؛ یکی از دو حالتی است که از بررسی هستی هر موجودی می‌توان آن را به موجود مورد بحث نسبت داد؛ یعنی می‌توان گفت بودن آن موجود، واجب (یا ممکن الوجود) است.

همچنین یکی از حالاتی است که یک مفهوم ذهنی از نظر امکانِ در خارج از ذهن بودن می‌تواند داشته باشد؛ یعنی می‌توان گفت که بودن یک مفهوم ذهنی به خصوص، واجب یا ممکن یا ممتنع است.
البته اصطلاح اصلی واجب الوجود (و نیز ممکن الوجود و ممتنع الوجود بودن) مربوط به رابطه بین هر موضوع و محمولی در یک قضیه است.
متکلمان و فیلسوفان مسلمان بخش مهمی از بحث‌های خود را به اثبات این که مفهوم واجب‌الوجود، در جهان خارج دقیقاً یک مصداق دارد، که آن مصداق، همان الله است اختصاص داده‌اند.

## کاربرد اصطلاح واجب الوجود در مفاهیم
اصطلاح اصلی واجب الوجود (و نیز ممکن الوجود و ممتنع الوجود بودن) مربوط به رابطه بین هر موضوع و محمولی در یک قضیه است. به عنوان مثال در کتاب فلسفه اسلامی آمده‌است: از نظر منطق، در هر قضیه ای رابطه میان محمول و موضوع یا واجب است مثل «عدد چهار زوج است» یا ممتنع (محال) است مثل «عدد چهار فرد است» یا ممکن است «عدد طبیعی مفروض n زوج است». اما در فلسفه محمول، «وجود دارد» است لذا ارتباط هر موضوعی با این محمولِ «وجود داشتن» بررسی می‌شود.
فیلسوفان برای تقسیم مفهوم ذهنی به صورت زیر از روش تقسیم ثنائی استفاده می‌کنند:
یک مفهوم یا:
- موجود شدنش در عالم واقع، محال است، که به آن ممتنع الوجود گویند (ممتنع الوجود هیچ‌گاه موجود نمی‌شود یعنی تصور موجود شدنش مستلزم تصور واقعی بودن اجتماع نقیضین است)؛ و یا
- موجود شدنش در عالم واقع محال نیست (یعنی امکان موجود شدن آن مفهوم در جهان واقع وجود دارد) که در این صورت نیز دو حالت می‌توان فرض کرد:[۶][۷]
- بودن آن مفهوم در جهان خارج از ذهن ضروری باشد یعنی برای بودن آن نیاز به دیگری نباشد (و معادلاً حقیقت آن موجود همان وجود او باشد پس آن موجود وجودش را از کسی نگرفته‌است) که در این حالت به آن مفهوم، واجب‌الوجود گویند؛ و یا
- موجود شدن یا معدوم ماندن آن مفهوم در عالم واقع هیچ ترجیحی بر دیگری ندارند (و معادلاً حقیقت آن مفهوم علاوه بر وجودش به وجود دیگری است) که به این نوع مفاهیم، ممکن الوجود می‌گویند.[۸][۹]

## برهان وجود مصداقی برای واجب الوجود
برهان (منطق)‌های بسیاری برای اثبات وجود واجب الوجود مطرح شده‌اند. البته باید توجه کرد که برهان‌هایی که برای اثبات وجود خدا اقامه شده‌اند اعم از برهان‌های اثبات وجود واجب الوجود بوده و سه دسته کلی هستند که برهان مورد بحث، مثالی از یکی از این دسته‌ها است.
یکی از این برهان‌ها که توسط فارابی و بعدها ابن سینا به دقت تنظیم شده که به صورت مختصر به شکل زیر است:
موجودات: یا در بودن خویش نیازمند به دیگری هستند، یا بی نیازند.
- اگر فرض شود که همه موجودات بی‌نیاز هستند یعنی همه واجب الوجودند و اثبات تمام می‌شود؛ یعنی هدف این برهان که بالاخره حداقل یک واجب الوجود وجود دارد، محقق شده‌است، اما به وضوح این فرض باطل است بنابراین باید سراغ فرض‌های دیگر رفت.
- اگر فرض شود همه موجودات در بودن خود نیازمند باشند:

آنگاه باید پذیرفت که مجموعه هستی در اصل بودنش نیازمند است پس نباید موجود باشد در حالیکه می‌بینیم موجودات بسیاری وجود دارند.

پس این فرض که همه موجودات بدون استثنا نیازمند هستند باطل است؛ زیرا در این صورت عالم ممکنات به مرحله وجود نمی‌رسد.
- بنابراین موجودی باید وجود داشته باشد که در اصل بودنش به چیزی نیازمند نباشد و ذات او برابر با بودن باشد یعنی واجب الوجود باشد تا بتواند زمینه پیدایش دیگر موجوداتی که می‌بینیم وجود دارند را فراهم کند؛ و اثبات تمام می‌شود.